# De stenen beelden
De stenen beelden is het 34ste stripverhaal uit de reeks van De Rode Ridder. Het is geschreven door Willy Vandersteen en getekend door Eduard De Rop. De eerste albumuitgave was in 1967.

## Het verhaal
In opdracht van Koning Arthur rijdt Johan naar de Hooglanden voor een inspectietocht. Het verdwijnen van plaatselijke ridders trekt de aandacht van de Rode Ridder. In een droom krijgt Johan stuk geslagen stenen beelden voor de geest maar wordt wakker op een open veld in plaats van de grot waar hij insliep. Hij is nog volledig verdwaasd wanneer hij zijn toevlucht zoekt in een schijnbaar verlaten burcht. Het wordt echter nog bewoond door burchtheer Lexing, zijn trouwe vriend Feldon en Lisbeth. Zij brengen Johan naar de burcht van heer Hoggart wier gelaat lijkt op de beelden die Johan in zijn droom zag. Het is Johan meteen duidelijk dat er iets niet klopt in de uitleg die de drie hem trachten te doen slikken.
Hij wordt echter een slachtoffer van een aanslag. Wanneer hij Lisbeth zwaargewond aantreft, beschuldigt hij beide heren van de aanslag. Lisbeth zal dit avontuur niet overleven. Johan keert terug naar de grot en vindt daar de overblijfselen van kapotgeslagen stenen beelden.
 In een ultieme confrontatie kan Johan, met de hulp van Tynox, de twee verraderlijke mannen uitschakelen maar de beeldhouwer overleeft eveneens het avontuur niet.